# Palazzo del Governatore (Mogadiscio)
Il palazzo del Governatore fu la sede del governatore della Somalia italiana e poi dell'amministratore della Somalia italiana e si trovava in corso Principe Umberto. Dopo anni d'abbandono, fu distrutto nel 1975 per edificare al suo posto l'Hotel Uruba (Curuuba), poi gravemente danneggiato negli anni della lunga guerra civile (dal 1991 ad oggi).

## Descrizione
Edificio con sobria facciata in stile moresco, fu costruito come sede dei Governatori italiani della Colonia della Somalia. 
Conteneva tre pannelli di Lidio Aimone (moschea del corso principe Umberto, quella presso la Radio, la baia) e nel corridoio della biblioteca si trovava un altro pannello (Spiaggia verso la Radio). Nello studio del governatore, che era composto di mobilio in ebano traforato, c'erano i busti di Vittorio Emanuele III, del principe di Piemonte, del duca degli Abruzzi e di Aimone di Savoia; la sala era in stile somalo-egizio. Inoltre nella parte posteriore del palazzo c'era una galleria con mobili del '400 e poi c'erano le sale:
- Sala rossa di Re Umberto, con il ritratto di Umberto II di Luigi Morgari con una decorazione stile '400
- Sala azzurra della regina Margherita con il ritratto di Margherita di Savoia, di Aimone di Savoia e con una decorazione in stile '500.

Tramite una scala in stile moresco con alle pareti dipinto Notturno al villaggio e Tramonto in boscaglia si saliva al primo piano, che comprendeva diverse sale:
- Sala araba con decorazioni di motivi derivati all'architettura islamica della vecchia Mogadiscio.
- Saletta della Regina Elena con arazzi.
- Sala della Giustizia con mobili in stile gotico-valdostano
- Sala delle Deliberazioni, dello stile della precedente con un pannello raffigurante San Giorgio

Al secondo piano c'erano gli appartamenti privati, come l'alloggio per gli ospiti della Real Casa in stile '400 piemontese.
Nel giardino, tra il palazzo e il mare, c'erano le rovine della moschea e del palazzo medievale del Muzaffar o Mudhaffar (governatore arabo di Mogadiscio, sec. XVI), riportate in luce e restaurate nel 1924 grazie agli scavi ordinati da Cesare Maria De Vecchi.